# Cochliarium alanica
Cochliarium alanica är en tvåvingeart som beskrevs av Ozerov 1999. Cochliarium alanica ingår i släktet Cochliarium och familjen kolvflugor. Inga underarter finns listade i Catalogue of Life.